# Céramique
Cet article concerne les arts du feu. Pour les céramiques développées en science des matériaux, voir Céramique technique. Pour les céramiques vitreuses, voir Vitrocéramique. Pour le Céramique, voir Céramique (Athènes).

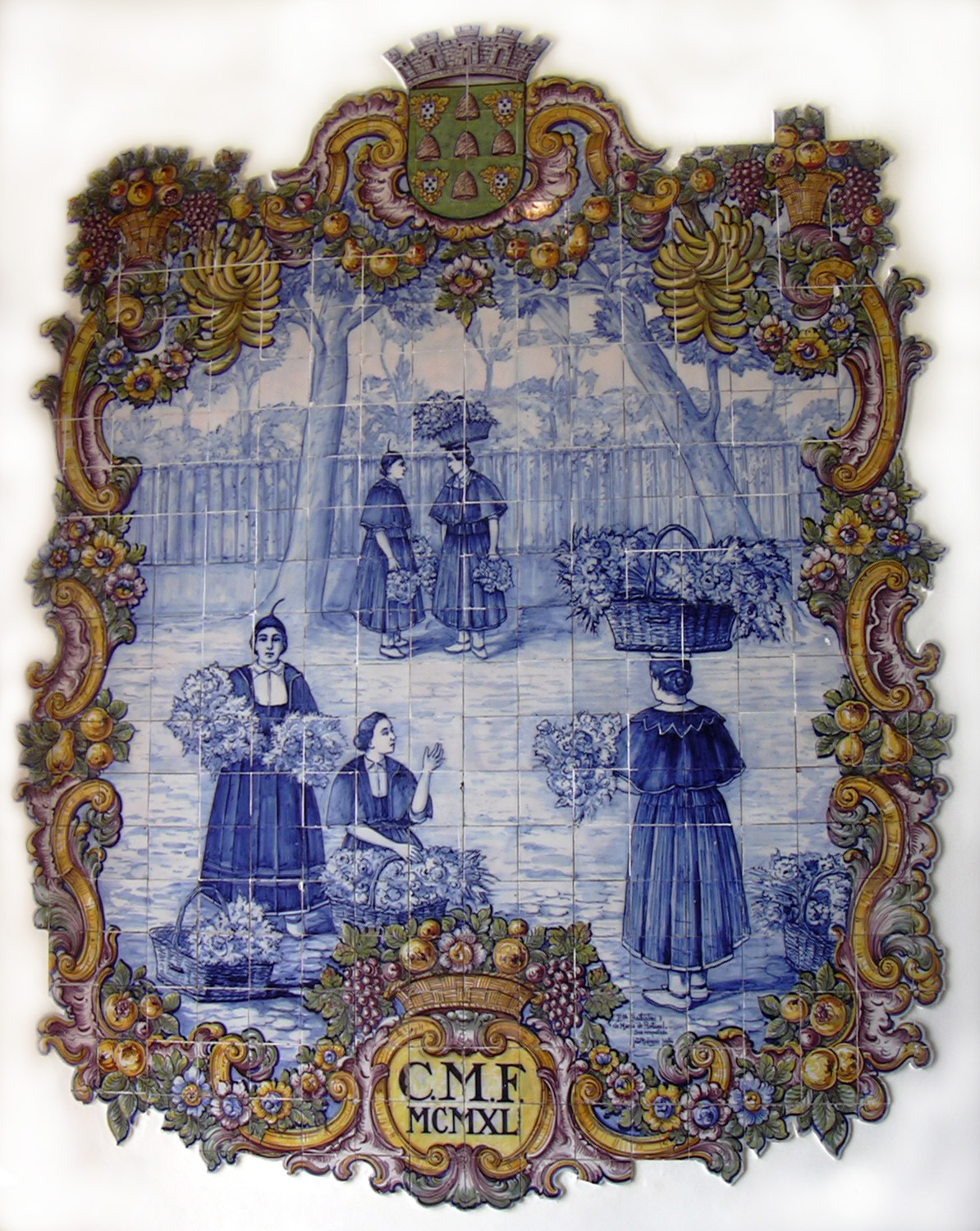
Panneau mural à décor d'azulejos,
à l'entrée du marché central de Funchal
(île de Madère).

Une céramique est un objet en argile cuite. La céramique est le matériau, ou bien la technique qui permet de le confectionner. Par extension, de nombreux matériaux contemporains non métalliques et inorganiques entrent dans le champ des céramiques techniques.

## Histoire et étymologie
L'histoire de la céramique remonte à la Préhistoire. Les plus anciens tessons connus ont été trouvés en Chine et datent d'environ 20 000 ans av. J.-C.
Le terme céramique provient du grec κέραμος / kéramos (« terre à potier », « argile »), mais n'apparaît dans son sens moderne qu'au milieu du XIXe siècle, période durant laquelle la science étudie le matériau et l'archéologie (la céramologie) commence véritablement à s'intéresser à la céramique ancienne. Le terme poterie — art du potier — ne suffit alors plus pour désigner toute la variété de la production.

## Généralités
On distingue deux catégories de céramiques (hors céramique technique) :
- les céramiques poreuses :
  - la poterie ou terre cuite[b], la plus ancienne, brute et poreuse, de coloration souvent rouge, orangé ou brune due à la présence d'oxyde de fer dans la pâte. La terre cuite est cuite entre 850 et 1 000 °C,
  - la faïence, apparue dès le VIIIe siècle au Moyen-Orient. Après le façonnage et séchage, les pièces en faïence sont cuites une première fois entre 800 et 1 050 °C selon le type de faïence : c'est la cuisson du biscuit. La pièce biscuitée est poreuse, ce qui permet d'émailler. La pièce subit une dernière cuisson à 980 °C pour fixer l’émail,
  - les produits réfractaires, à base d'argiles réfractaires, de kaolin et de chamottes, faits pour résister à de hautes températures ;
- les céramiques vitrifiées :
  - le grès, particulièrement résistant, composé d'une argile à très forte teneur en silice. Cuite une première fois entre 800 et 1 000 °C, la pièce reste poreuse, c'est le « dégourdi ». Le dégourdi permet d'émailler facilement grâce à la porosité de la pièce. La deuxième cuisson, à 1 280 °C, permet l'auto-vitrification de la terre et la fixation de l'émail,
  - la porcelaine, résultat de l'évolution de la céramique chinoise, produite en Occident à partir du XVIIIe siècle, à base de kaolin. Elle se caractérise par son exceptionnelle dureté et son aspect translucide. Elle est cuite à 800-900 °C pour le dégourdi et 1 250-1 400 °C pour la pièce finale.

La céramique devient éventuellement l'objet du céramiste, terme qui peut désigner tout métier attenant à la céramique : porcelainier, faïencier, fabricant de grès, de poteries (potier), de produits réfractaires, de céramiques spéciales, briquetier, tuilier, etc.
Cérame est un terme d'archéologie désignant les vases en terre cuite dont les Grecs se servaient. Le mot vient de Céramique, un quartier d'Athènes où se retrouvaient les potiers et fabricants de tuiles et de briques.
La céramique fut le premier « art du feu » à apparaître, bien avant la métallurgie et le travail du verre.

## Les terres cuites
Une première branche, la terre cuite, recouvre l’ensemble des objets fabriqués à partir de terre argileuse, qui ont subi une transformation physico-chimique irréversible au cours d’une cuisson à température élevée. Elle reste actuellement le matériau le plus répandu dans les arts de la table ou la construction. Le grès et la porcelaine présentent des caractéristiques spécifiques en fonction de leur composition et de leur cuisson. Terre cuite, grès et porcelaine peuvent recevoir des revêtements, d'aspect mat et peint à l'engobe ou d'aspect plus ou moins brillant : glaçure (de cendre ou peint), et couverte (pour la porcelaine), de couleur plus ou moins unie ou présentant des motifs décoratifs, peints avec des émaux.

## Les céramiques techniques
Une seconde branche de matériaux céramiques a vu le jour au cours du XXe siècle. Ce sont les céramiques techniques dotées de nouvelles propriétés (tenue à très haute température, tribologie, conductivité thermique, etc.). Elles se rencontrent dans les applications médicales (prothèses d'articulation, dentaire), sanitaires (filtration) ou industrielles (plaquettes d'usinage, pièces d'usure). La céramique technique utilise des matériaux à base d'oxydes, de carbures, de nitrures, etc.
On peut donner cette définition actualisée d'un matériau céramique : un matériau solide à température ambiante qui n'est ni métallique, ni organique. Les objets en céramique sont réalisés par solidification à haute température d'une pâte humide plastique (verres minéraux), ou frittage (agglutination par chauffage) d'une poudre sèche préalablement comprimée, sans passer par une phase liquide (céramiques polycristallines) ; par assimilation, on désigne sous le terme « céramique » les objets ainsi fabriqués. 
Les céramiques réfractaires utilisées pour isoler les fours industriels (chaux, verre, ciment, incinérateur, fonderies), sont aussi des céramiques techniques par le haut degré de technicité, la densité et les formulations complexes mais se rapprochent des type de matière premières et de fabrication "terre cuite". 

## Fabrication des terres cuites
La fabrication de nombreux types de céramiques se fait en plusieurs étapes. On commence par l'acquisition de la matière première, soit l'argile, le dégraissant et les matériaux pour la décoration. Ensuite, la pâte doit être préparée, puis façonnée. Une fois l'argile façonnée, l'objet est séché une première fois. Ensuite, les objets sont recouverts d'un enduit approprié au type d'objet. On peut donc recouvrir les objets en céramique d'engobe, de glaçure ou d'émail. Les objets sont ensuite cuits. La cuisson est, avant tout une opération soumettant une pâte argileuse à une température suffisamment élevée pour lui faire subir une transformation irréversible de déshydratation. 
Parmi les usages les plus répandus de la céramique actuellement, on peut distinguer :
- la céramique de bâtiment, qu'on peut répartir de cette manière :
  - les briques de maçonnerie, tuiles, blocs, boisseaux, voûtains, donc tous les éléments d'infrastructure de parement ou de couverture en terre cuite, sauf exception sans enduit ;
  - les carreaux de faïence ou de grès employés dans les travaux de carrelage ;
  - la porcelaine sanitaire, employée dans les appareils sanitaires ;
- la céramique industrielle ;
- la bijouterie ;
- la céramique d'art.

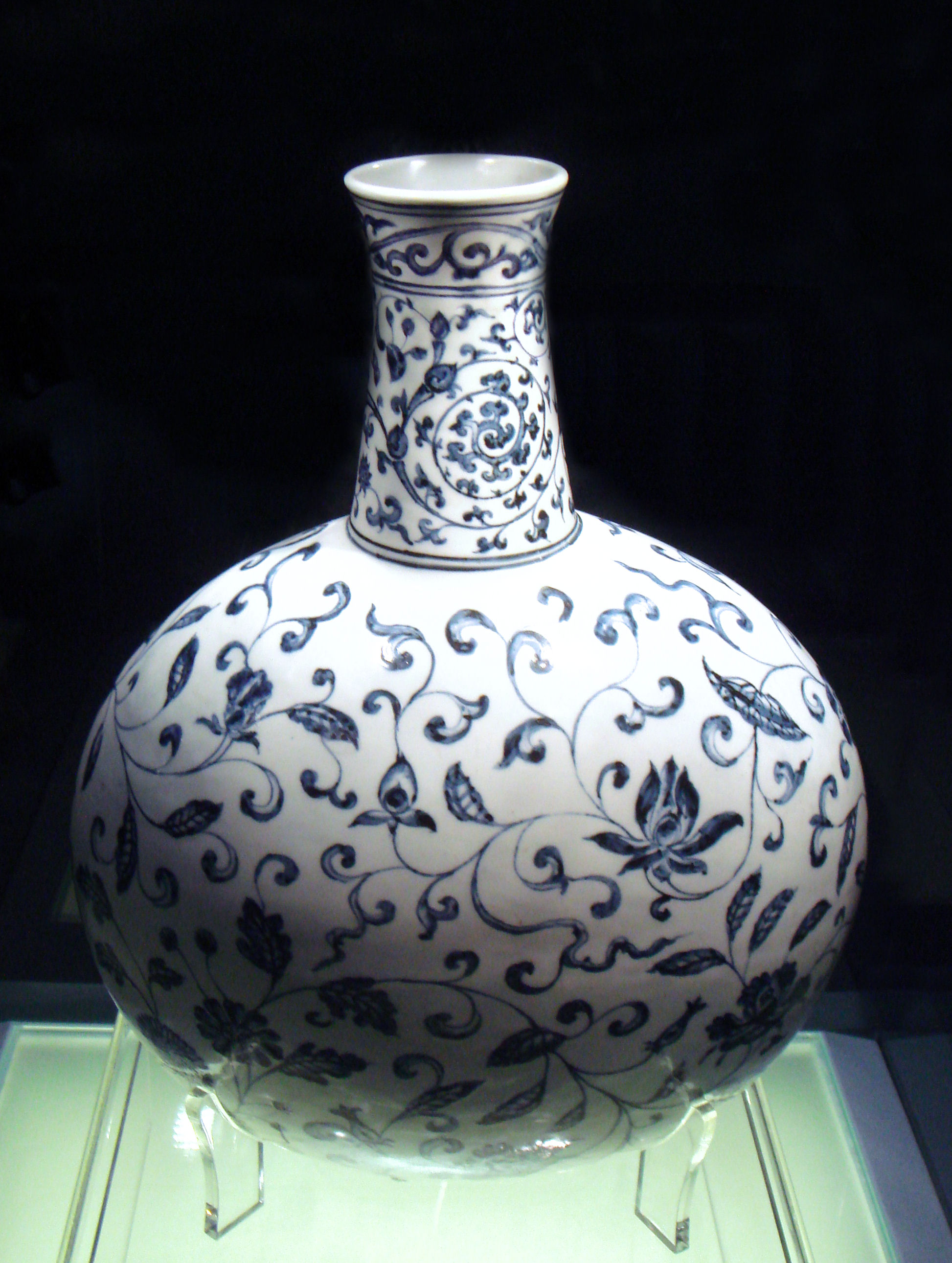
Vase de la Dynastie Ming, porcelaine, 1403–1424.
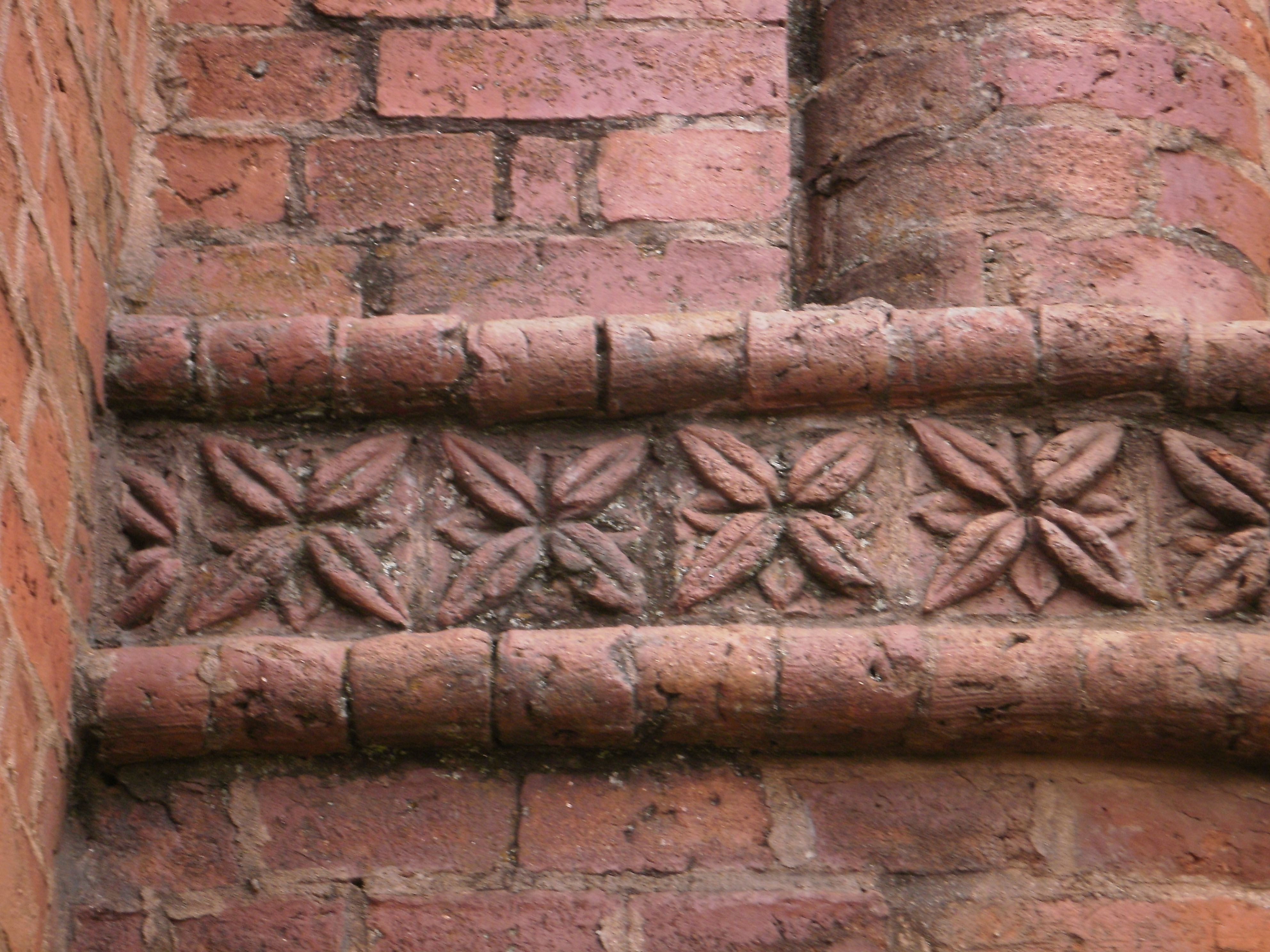
Église St Michael and All Angels, Blantyre, Malawi. briques (Détail).
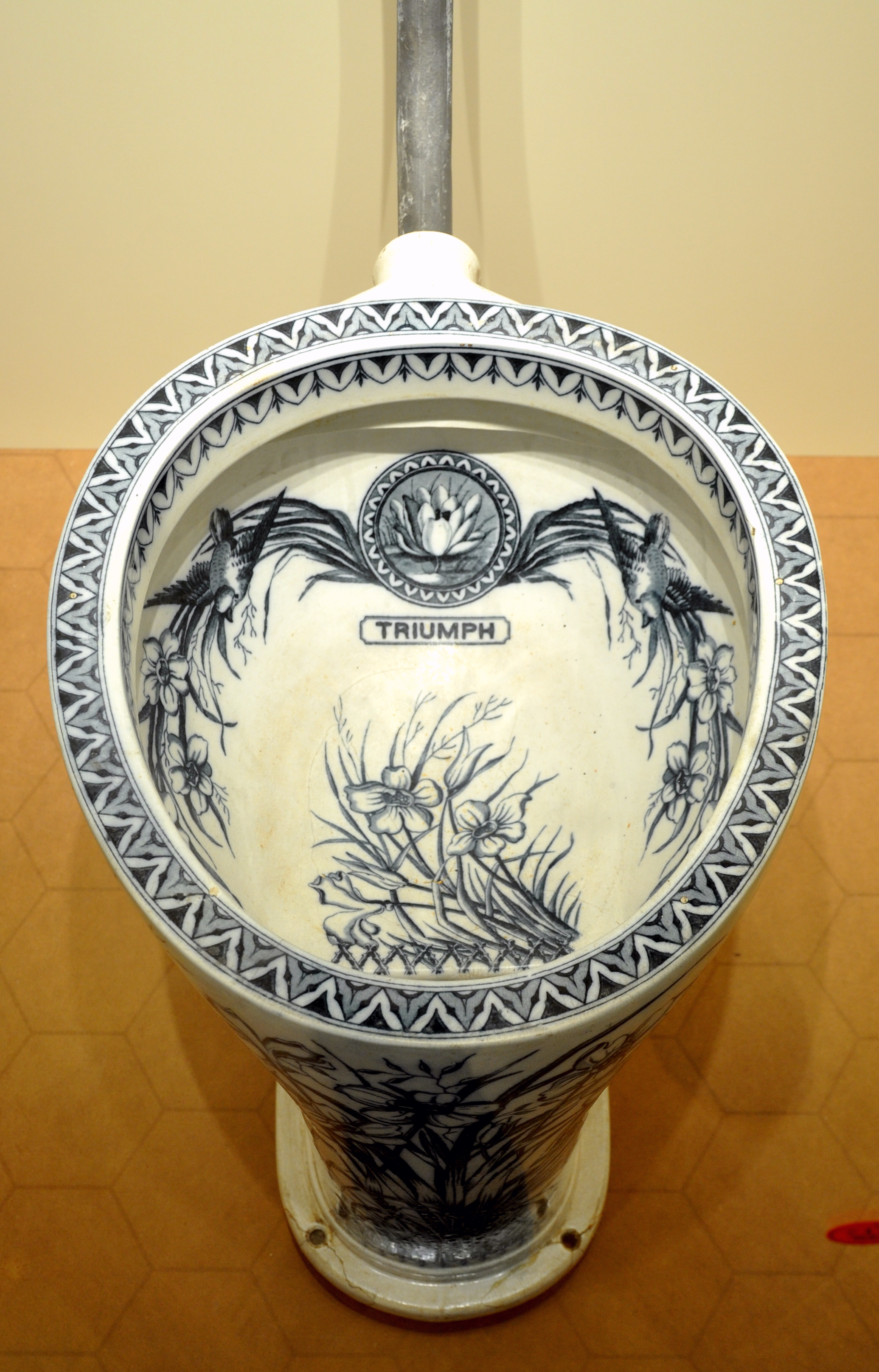
Porcelaine sanitaire.
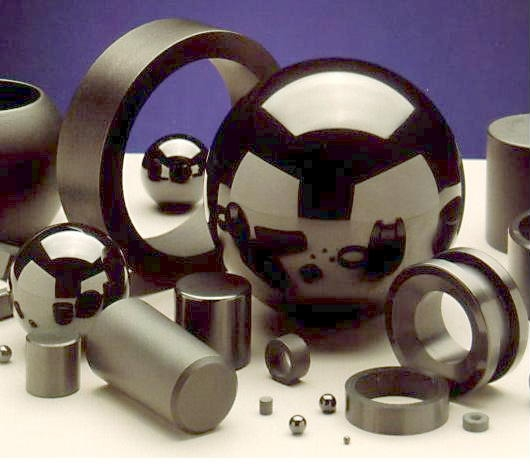
Pièces de roulements, céramique composite (nitrure de silicium Si3N4).
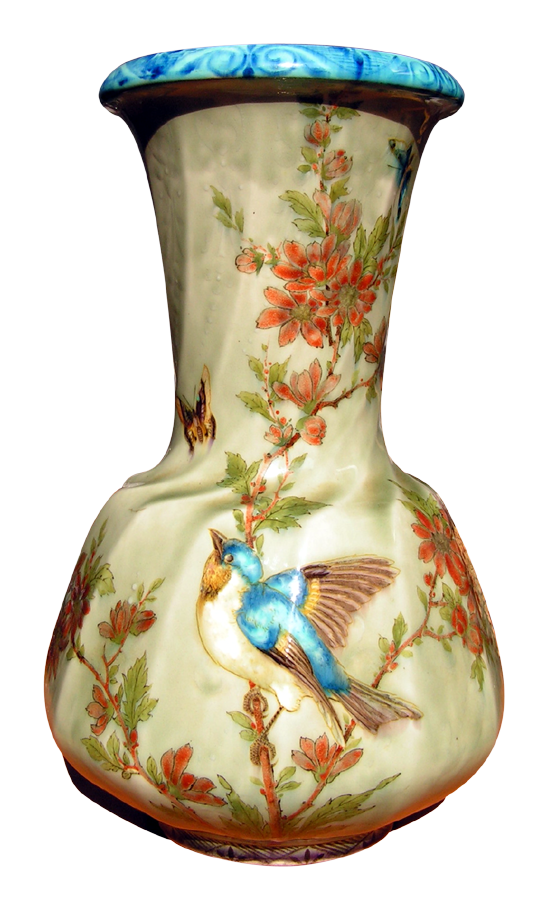
Vase en céramique, Théodore Deck, XIXe siècle.
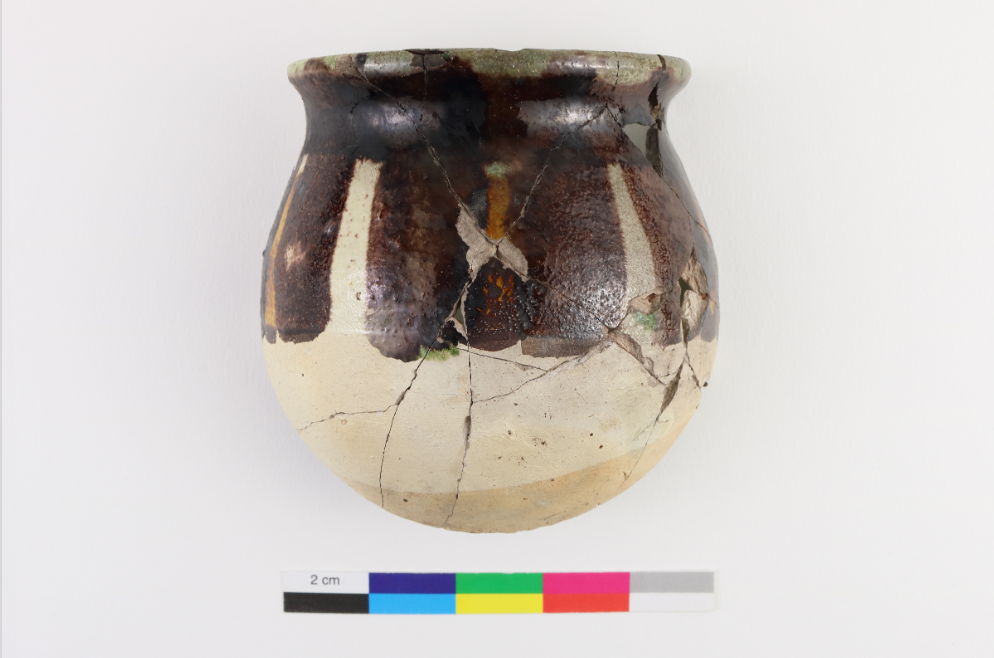
Céramique, pot à bouillon
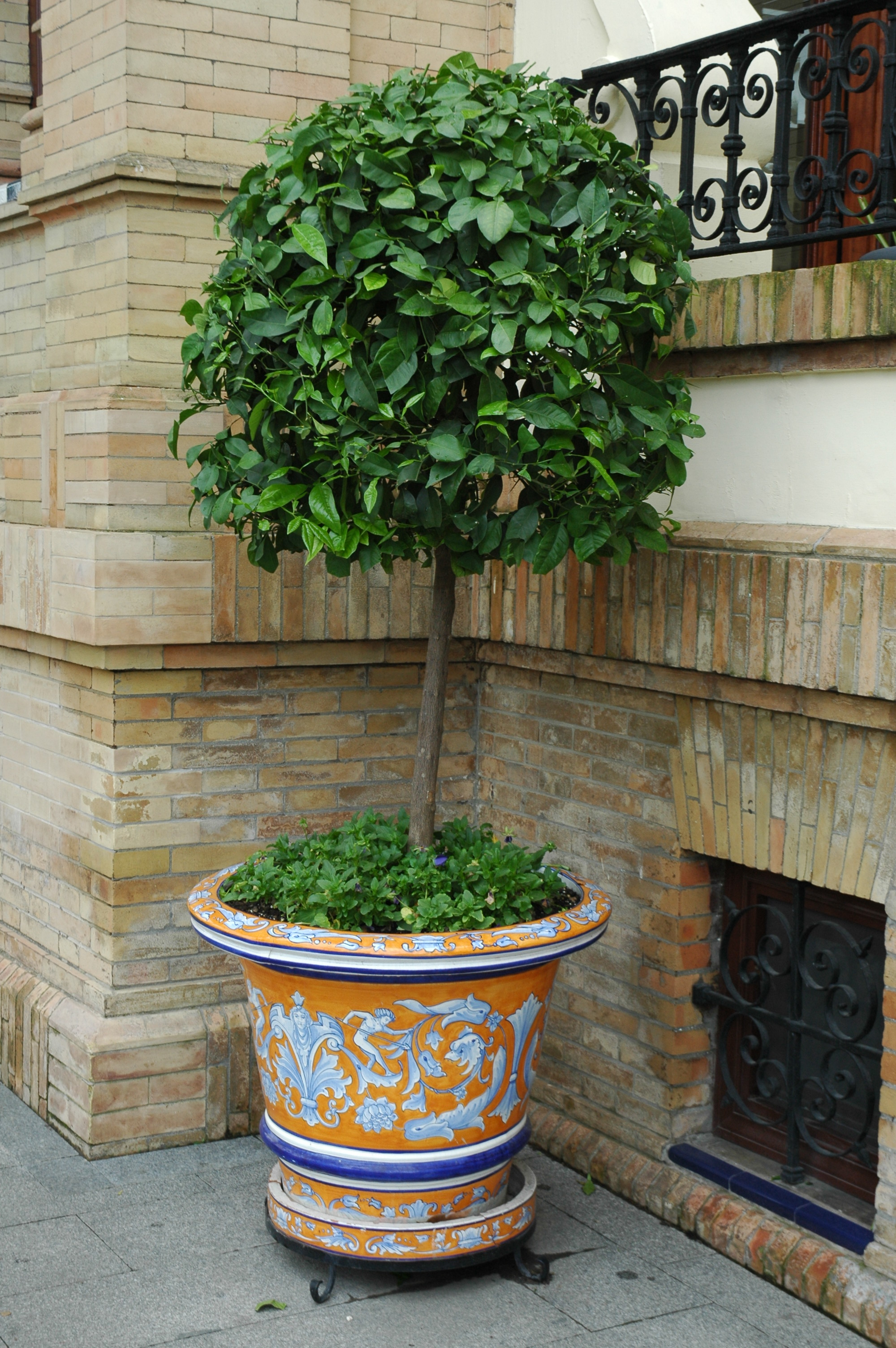
Vase en céramique typique de Séville à l'Hôtel Alfonso XIII

## Vocabulaire
- Faïence : céramique, poterie, par métonymie, objet de terre (terre cuite à base d'argile) émaillée ou vernissée, ordinairement à fond blanc[5]. Il en existe deux types : la faïence stannifère, recouverte d'une glaçure stannifère opaque appelée engobe, qui masque totalement la pâte avec laquelle elle a été façonnée et lui donne son aspect caractéristique blanc et brillant ; et la faïence fine, dont la pâte blanche ou légèrement ivoire, précuite puis décorée, est recouverte d'une glaçure plombifère transparente. La faïence peut prendre suivant l'objet et l'époque les noms de azulejos, majolique, etc.
- Glaçure : appelée aussi émail, enduit vitrifiable posé à la surface d'une céramique afin de la durcir, de la rendre imperméable ou de la décorer.
- Grès : céramique caractérisée par une très grande dureté et une excellente résistance aux agressions chimiques ou climatiques. Les terres à grès sont des argiles secondaires ou sédimentaires, plastiques et à forte teneur en silice, appelées argiles grésantes, et dont la vitrification s’effectue entre 1 200 °C et 1 300 °C.
- Porcelaine : céramique fine et translucide produite à partir du kaolin par cuisson à plus de 1 200 °C. Elle est majoritairement utilisée dans les arts de la table. Les techniques de fabrication de la porcelaine atteignent leur perfection en Chine au XIIe siècle, et à Limoges, en France, au XIXe siècle.
- Poterie : toute sorte de vaisselle de terre et l'art du potier.
- Terre crue : terre utilisée avec le moins de transformations possibles en tant que matériau. Le terme terre crue permet surtout de marquer la différence avec la terre cuite. Préalablement à la terre cuite, a existé dans toutes les civilisations une poterie ou des briques réalisées en terre crue. Bien qu'objet de la poterie et objet d'étude pour la céramologie, on ne parle pas ici de céramique.
- Terre cuite : matériau céramique obtenu par la cuisson d'argile (ou glaise). Elle est utilisée pour réaliser des poteries, des sculptures et des matériaux de construction tels que des briques, tuiles ou carreaux. Aujourd'hui, la locution « terre cuite » désigne généralement une céramique poreuse[c], par opposition au grès ou à la porcelaine qui sont des terres cuites vitrifiées à la porosité négligeable. L'expression « terre cuite » désigne également par métonymie une statuette réalisée dans cette matière brute sans autre apprêt.